# Enargia
Enargia är ett släkte av fjärilar som beskrevs av Jacob Hübner 1821. Enargia ingår i familjen nattflyn.

## Bildgalleri

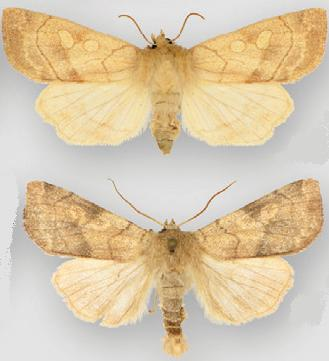
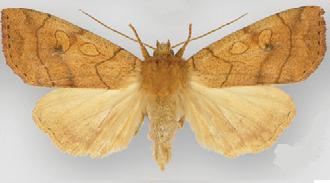
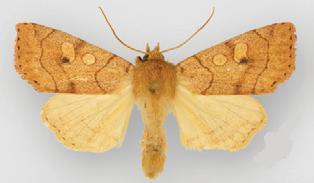
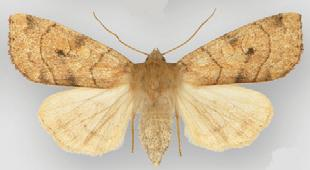
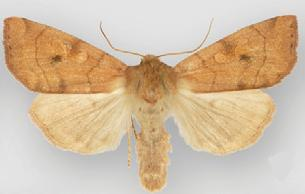
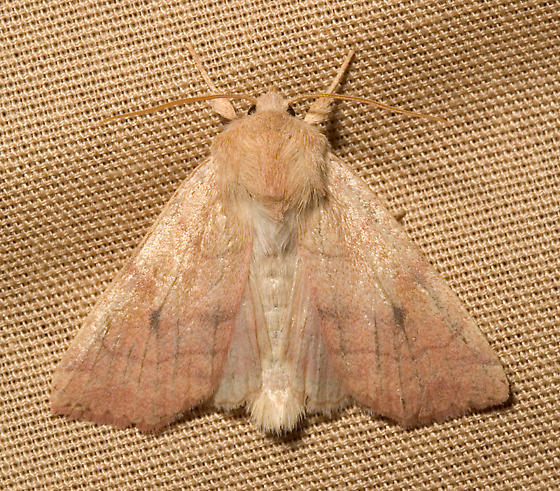

## Dottertaxa tillEnargia, i alfabetisk ordning[1][2]
- Enargia abluta
- Enargia angulago
- Enargia arenaria
- Enargia borjomensis
- Enargia cinerea
- Enargia citrina
- Enargia confluens
- Enargia conjuncta
- Enargia corticea
- Enargia decolor
- Enargia diluta
- Enargia fasciata
- Enargia fissipuncta
- Enargia flavata
- Enargia fuliginosa
- Enargia fulvago
- Enargia fusca
- Enargia glaisi
- Enargia glaucula
- Enargia imbuta
- Enargia infumata
- Enargia jordani
- Enargia juncta
- Enargia kansuensis
- Enargia mephisto
- Enargia mia
- Enargia nigrescens
- Enargia nunatrum
- Enargia obsolescens
- Enargia obsoleta
- Enargia orenburghensis
- Enargia paleacea, Vinkelfly
- Enargia pallida
- Enargia pinkeri
- Enargia punctirena
- Enargia rufula
- Enargia semiconfluens
- Enargia sia
- Enargia staudingeri
- Enargia suffusa
- Enargia tadzhikistanica
- Enargia teichi
- Enargia upsilon
- Enargia variegata
- Enargia ypsillon